# Jacksonville Beach
Jacksonville Beach är en stad (city) i Duval County, i delstaten Florida, USA. Enligt United States Census Bureau har staden en folkmängd på 21 523 invånare (2011) och en landarea på 19 km².